# Бродський Роман Михайлович
Роман Михайлович Бродський (нар. 31 липня 1907 Миколаїв Російська імперія (нині Україна) — пом.1 лютого 1992 Львів Україна) — радянський та український історик, доктор історичних наук, професор. Ветеран Другої світової війни. Викладач факультету історії Львівського університету

## Біографія
Роман Михайлович Бродський народився 31 липня 1907 року в місті Миколаїв, Російської імперії (нині територія України).
В 1930 році вступив до РСЧА, службу закінчив в 1937 р. В 1938 році закінчив Ленінградський інститут. Учасник радянсько-фінської війни 1939—1941 рр. Під час Другої світової війни працював в органах НКВС (СМЕРШ).
На службу призваний в 1941 році, у званні майора. Воював в Південному фронті протиповітряної оборони. Отримав звання підполковника.
З 1945 року працював в ЛНУ на кафедрі історії країн Сходу, згодом на кафедрі нової і новітньої історії. Доктор історичних наук з 1966 року, професор з 1967.
Професора Бродського багато критикували єврейські історики. Значна частина праць Романа Михайловича мала компілятивний характер в дусі офіційної комуністичної пропаганди проти так званого «сіонізму», ізраїльського імперіалізму та українського буржуазного націоналізму.
Помер 1 лютого 1992 року в місті Львів, Україна.

## Нагороди
Медаль «За оборону Ленінграду» від 22.12.1942
Орден «Вітчизняної війни І-го ступеню» від 24.11.1944

## Основні праці
1. Развитие японо-китайского конфликта в 1915 г. // Ученые зап. Львов. ун-та. 1948. Т. 10, вып. 3; К вопросу о позиции США в русско-японской войне и портсмутских переговорах // Вопросы истории. 1959.
2. Перший етап китайської новодемократичної революції: 1917—1927. Л., 1959; Американская экспансия в Северо-Восточном Китае: 1899—1905. Л., 1965;
3. Дальневосточная политика США в эпоху империализма. Москва, 1966; Нова історія країн Азії та Африки: 1870—1918. К., 1971 (співавт.); Китай: Десятилетие социалистической модернизации // Коммунист Украины. 1988. № 12.